# とび出した五つのエンドウ豆
とび出した五つのエンドウ豆（とびだしたいつつのえんどうまめ　丁: Fem fra en Ærtebalg）は、ハンス・クリスチャン・アンデルセンの創作童話の一つ。本作品は、『物語集（丁: Historier）』第一冊（1852年刊行）および同第二冊（1853年刊行）を『挿絵入り物語集』として一冊にまとめ1855年に刊行した際、同物語集に新たに加えられた12の童話のうちのひとつである。新たに加えられた他の童話として、『最後の真珠』『違いがあります』『ばかなハンス』『あの女はろくでなし』などがある。同年に生誕50周年を記念してデンマークで全集の刊行が始まっており、アンデルセンがすでに童話作家としての地位を確立した時期の作品である。

## あらすじ
ひとつのさやの中に五つのエンドウ豆が並んで収まっていた。エンドウ豆たちは皆緑色をしていたため、世界中が緑色だと思っていた。彼らはやがて熟して黄色くなり、人間の手によってさやごともぎ取られ、子どもの手のひらに転がり出た。エンドウ豆たちは、だれが一番遠くまで行くかを話した。
一つ目のエンドウ豆は子どもの豆鉄砲で打ち出され、どこかに飛んでいってしまう。二つ目も打ち出され、いなくなってしまう。次の二つは子どもの手から転がり落ちたが、やはり豆鉄砲で打ち出されてしまう。最後のエンドウ豆は打ち出されて屋根裏部屋の窓の下に飛んでいった。そこには風に吹かれた土がたまっており、エンドウ豆はその上に落ちた。
屋根裏部屋には貧しい母親と病気でベッドから起き上がれない娘が住んでいた。ある日娘が窓の外を見ると、土の上に落ちたエンドウ豆が葉を出しているのが見えた。母親は娘のためにエンドウ豆がよく見える窓際にベッドを移す。エンドウ豆は日一日と成長してゆき、それを眺めて暮らす娘も元気を取り戻していく。そしてついに、エンドウ豆は花を咲かせる。